# Vorticella
Vorticella es un género de protozoos del filo Ciliophora. Son microorganismos unicelulares ciliados de agua dulce eutrofizada, que viven en solitario o en grupos, y se fijan al sustrato con un pedúnculo contráctil. No son patógenos (perjudicial) para humanos.

## Características
Su cuerpo es de forma circular o vesicular, y se une al sustrato con su pedúnculo contráctil. Tiene el aparato oral con una corona de cilios, de varios estratos, con los cuales forma una corriente de agua que arrastra las bacterias que come. Ocasionalmente, pueden contraer violentamente su cuerpo ante estímulos externos.
Tiene reproducción asexual o por conjugación sexual. Clonalmente, una o dos células hijas entran en una fase morfológica intermedia, como cápsula cilíndrica, las telotrocas. Así, la célula forma su corona ciliar ventral, y el aparato oral se retrae. Luego, se fija a un punto del sustrato y la telotroca pasa gradualmente a la forma común de vorticela. Se abren las ciliar orales, las posteriores desaparecen y crece el pedúnculo.

## Taxonomía
Se conocen más de 200 especies de Vorticella, aunque muchas podrían ser sinónimos. Según la filogenia molecular muestra que algunas especies que por su morfología se asignaban anteriormente a Vorticella, actualmente si incluyen un clado junto a los peritricos nadadores Astylozoon y Opisthonecta.

### Algunas especies comunes
- Vorticella aequilata
- Vorticella aquadulcis
- Vorticella astyliformis
- Vorticella campanula
- Vorticella citrina
- Vorticella convallaria
- Vorticella fusca
- Vorticella gracilis
- Vorticella infusionum
- Vorticella microstoma (según la filogenia molecular no es una verdadera Vorticella[2])
- Vorticella similis
- Vorticella striata

## Ciclo de vida

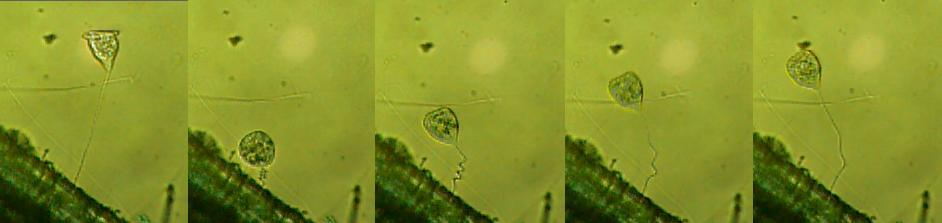
Secuencia de contracción y distensión de Vorticella.

Ciclo de vida de vorticella.